# Bharatiana toonaqiana
Bharatiana toonaqiana är en insektsart som beskrevs av Yang och Li 1983. Bharatiana toonaqiana ingår i släktet Bharatiana och familjen Phacopteronidae. Inga underarter finns listade i Catalogue of Life.